# Пангани (река)
Панга́ни, Ру́ву (англ. Ruvu) — река на северо-востоке Танзании. Бассейн реки составляет 58 800 км² и расположен на территории Кении и Танзании. На территории Кении расположено около 5 % бассейна.
Вытекает из водохранилища Ньямба-я-Мунгу, ранее начиналась от слияния рек Кикулетва и Рау.

## Физико-географические характеристики
Река берёт начало на северо-восточном склоне вулкана Меру, второй рукав вытекает из болот южнее вулкана. Кроме того, принимает много притоков с южного склона Килиманджаро. Главные притоки — Ромбо (Луми) и Мкомази. Впадает в залив Пемба в Индийском океане. Длина реки от слияния с Ромбо составляет 420 км. Другие притоки реки берут свою основу в горах Усамбара и Паре. В то время как река стекает с гор с большим уровнем осадков, её основное течение проходит по засушливой степи Масаи, где годовой уровень осадков не превышает 500 мм.
Река порожиста, на ней расположен водопад Пангани-Фоллс близ населённого пункта Хале. Вследствие этого река судоходна только в четверти своего течения, включая последние 40 км после водопада. С ноября по апрель возможны паводки.
Начиная с 1970-х годов уровень воды в реке неуклонно снижается, причём в последнее время темпы снижения значительно возросли. Причиной этого является повышенная деятельность человека в регионе и распространение водных растений, таких как Typha Domingensis и Papyrus. Большие колонии растений находятся на водохранилище Ньюмба-я-Мунгу в 40 км южнее озера Джипе, расположенного на границе с Кенией.
В старых справочниках Руву считается верхним течением реки Пангани, другие названия — Руфу или Луфу.

## Хозяйственная деятельность
На реке расположен комплекс гидроэлектростанций, включающий крупное водохранилище и ГЭС Ньюмба-я-Мунгу мощностью 8 МВт — в верховьях реки, ГЭС Хале мощностью 17 МВт и ГЭС Пангани-Фоллс мощностью 66 МВт — в районе водопада. Комплекс генерирует около 20 % электроэнергии Танзании.
В бассейне реки расположено множество сельскохозяйственных плантаций, включая 95 000 га кофе, 6200 га сахарного тростника, 6330 га чая, 95 000 га сизаля и много других культур. Сельское хозяйство и рыболовство является основой жизнедеятельности для 3,7 млн человек, живущих на реке.
В бассейне реки расположено много крупных центров Танзании, в частности Аруша и Моши. В устье реки находится старинный город Пангани, основанный предположительно в VI веке до н. э. Город играл важную роль и служил торговым постом во времена работорговли.
В бассейне реки Пангани расположен охотничий резерват Мкомази площадью 3276 км².